# Bodiluddelingen 1955
Bodiluddelingen 1955 blev afholdt i 1955 i World Cinema-biografen i København og markerede den 8. gang at Bodilprisen blev uddelt.
Statsminister H. C. Hansen, som var modtager af Bodilprisens Æres-Bodil i 1951, var gæst ved en lidt usædvanlig Bodiluddeling. For første og eneste gang i Bodilprisens historie blev hele to danske film hædret og modtog hver prisen for bedste danske film: Ordet af Carl Theodor Dreyer og Der kom en dag af Sven Methling.

## Vindere
| Bedste mandlige hovedrolle                                        | Bedste kvindelige hovedrolle     |
| ----------------------------------------------------------------- | -------------------------------- |
| - Emil Hass Christensen for Ordet                                 | - Birgitte Federspiel for Ordet  |
| Bedste mandlige birolle                                           | Bedste kvindelige birolle        |
| - ikke uddelt                                                     | - ikke uddelt                    |
| Bedste danske film                                                | Bedste amerikanske film          |
| - Ordet af Carl Theodor Dreyer og Der kom en dag af Sven Methling | - I storbyens havn af Elia Kazan |
| Bedste europæiske film                                            | Bedste dokumentarfilm            |
| - Umberto D. af Vittorio de Sica                                  | - ikke uddelt                    |